# Mommy Dearest (Grimm)
Mommy Dearest  (conocido en España como El más querido de Mami y en Hispanoamérica como Madre querida) es el décimo cuarto episodio de la tercera temporada de la serie de televisión estadounidense de drama sobrenatural y policíaco: Grimm. El guion principal del episodio fue escrito por la guionista Brenna Kouf -quien recurrió al actor filipino Reggie Lee para construir el aswang-, y la dirección general estuvo a cargo de Norberto Barba.
En los Estados Unidos la fecha de estreno original de este episodio fue el viernes 7 de marzo de 2014 por la cadena de televisión NBC. Mientras que en Latinoamérica y Brasil la emisión oficial del episodio ocurrió el 31 de marzo del mismo año por el canal Unniversal Chanel Latinoamérica.
La trama principal de este episodio está centrada en el sargento Drew Wu (Reggie Lee) y su lucha por proteger a una íntima amiga de la infancia -filipina como él- de un aterrador wesen llamado aswang que la está acechando, una situación que resulta comprometedora para Nick y Hank cuando determinan que la cordura de su compañero podría peligrar a medida que el caso progresa. El caso vuelve a tratar, como en otros capítulos de la temporada, el tema del enfrentamiento entre las antiguas costumbres wessen y las nuevas generaciones que buscan dejar atrás los prejuicios y las prácticas violentas. Mientras en Austria, Adalind da a luz su bebé noble.

## Título y epígrafe
"Mommie Dearest" es el título del libro de memorias escrito en 1978 por Christina Crawford, sobre su madre adoptiva Joan Crawford, donde cuenta la crueldad y el abuso del que fue víctima por parte de la célebre actriz. Sobre el libro se filmó en 1981 una película del mismo título, proyectada en Hispanoamérica con el título de "Mamita querida" y en España con el título de "Queridísima mamá".
El epígrafe del capítulo está tomado de un manuscrito del siglo XV traducido al inglés por R.P.H. Greenfield en su libro Traditions of belief in late Byzantine demonology (1988). La frase corresponde a la respuesta dada por Gello, una mujer demonio, al arcángel Miguel:

Versión en inglés

I am going off to a house and entering it like a snake... I will devour their babes and make their hearts ache.
Versión en español
Hispanoamérica
Me voy a una casa y entraré a ella como una serpiente... devoraré a sus bebés y lastimaré sus corazones.
España
Voy a colarme en la casa como una serpiente, devoraré a sus hijos y haré que les duela el corazón.

## Argumento
En la cabaña donde Meisner y Adalind se esconden de las fuerzas de las familias nobles, la última da luz a su bebé de sangre azul, la cual resulta ser una saludable niña. Poco después del parto y como Stefania lo había prometido, Adalind se transforma de nuevo en una hexenbiest. Mientras la exhausta y recién restaurada wesen descansa junto a su hija; Meisner informa de lo acontecido a Renard, quien parece genuinamente preocupado por el bienestar de su potencial familia. Sin embargo para cuando Meisner decide vigilar a Adalind, este termina siendo amenazado por los poderes de la recién nacida.
En Portland, una joven mujer embarazada es atacada por un aterrador wesen que con su enorme lengua trata de hacerle algo a su vientre y en apariencia a su bebé, pero no consigue su objetivo cuando la mujer opone buena resistencia y con la intervención de una vecina que había escuchado los gritos. La escena eventualmente termina siendo atendida por Nick, Hank, Franco y el sargento Wu, quien conoce a la víctima desde la infancia y está secretamente enamorado de ella, aun cuando ella se ha casado.
Wu se basa en las palabra "Aswang" (que amiga Dana dijo tras su ataque) para iniciar su propia investigación del caso. Recuerda que su abuela Nanita solía contarle de niño, en Filipinas, historias estremecedoras sobre el aswang y refresca sus conocimientos sobre esa criatura visitando a un primo suyo que le confirma que se trata de una criatura que acecha a las mujeres embarazadas. Nick y Hank por su parte consultan a Monroe y a Rosalee para identificar al wesen que atacó a Dana, basándose en el ataque ocurrido, la pareja de wesen determinan que se trata de una especie que participa en un ritual donde se busca conseguir juventud y longevidad al ingerir un bebe no nacido. Usando el dato como referencia, Nick, Monroe y Hank encuentran en los libros del tráiler la información de los aswang y sobre como estas criaturas ingieren a bebes que usualmente tienen un parentesco sanguíneo entre ellos. Mientras los tres discuten que deben hacer con Wu, tanto Nick como Monroe deciden mentirle a Wu para proteger la existencia de lo sobrenatural, dejando a Hank como el único en desacuerdo, quien basándose en sus propias experiencias al descubrir la existencia de los wesen, aboga por el bienestar mental de su amigo.
Por otra parte Sam Tomas, el esposo de Dana que también es un aswang, rápidamente descubre la verdad detrás del ataque a su familia y al consultar a su hermano (en una conversación telefónica con Manila realizada en tagalo) comprueba sus sospechas: su madre Lani Tomas es la responsable del ataque, quien quiere consumir a su propio nieto para extender su periodo de vida y salvarse de una muerte segura. Sam muy molesto decide darle a su madre la oportunidad de dejar Portland por las buenas al entregarle un boleto de avión para dejar la ciudad, pero Lani indignada rompe el boleto en señal de negación.
Mientras Nick y Hank buscan a lo posibles atacantes, Wu se les acerca comentándoles que cree que Sam es el responsable y que quiere hacer pasar el crimen como si tratara de un ataque sobrenatural, aunque eventualmente termina convenciéndose de que solo cree eso por dejarse influenciar por su frustración de haber perdido a la mujer que amaba por otro hombre. Hank se ve interesado en confesarle al sargento sobre lo sobrenatural, pero termina cambiando de opinión en último momento al determinar que haría más daño que bien.
De igual manera Wu termina vigilando a Dana y Sam una vez que regresan a su hogar, (cuando la primera es dada de alta) en su intento por vigilar a su amor no correspondido. De esa forma termina contemplando sorprendido a la leyenda que conoció de niño atacando a Dana. Lani trata de eliminar a Wu, pero es asesinada por Nick delante del confundido y aterrado policía. Dado que Nick y Hank escogieron no comentarle a Wu de los wesen, este termina siendo internado en un hospital mental tras quedar traumatizado por la experiencia.

## Elenco
- David Giuntoli como Nick Burkhardt.
- Russell Hornsby como Hank Griffin.
- Bitsie Tulloch como Juliette Silverton.
- Silas Weir Mitchell como Monroe.
- Sasha Roiz como el capitán Renard.
- Bree Turner como Rosalee Calvert.
- Reggie Lee como el sargento Drew Wu.
- Claire Coffee como Adalind Schade.

## Producción
En la conferencia oficial de la comic-con de San Diego 2013, tanto Greenwalt y Kouf como Lee revelaron que para la tercera temporada tenían planes para introducir a Wu en el mundo sobrenatural en la temporada. "Va a sufrir y posiblemente se recupere. Todavía no estamos seguros."
En una entrevista posterior a la conferencia con los actores de la serie, Lee dio unos detalles más de los planes de su personaje: "Estoy deseando que llegue. Ahora que lo veo, y deduzco el arco argumental de la serie, casi no quiero averiguarlo. Casi tengo ganas de esforzarme mas, ya saben, ser como el que equilibra las cosas en el show. Es decir ¿Que pasa cuando todo el mundo comienza a enterarse? Se convierte en un show diferente. Y lo que hace el programa es equilibrar la realidad con la fantasía bastante bien".
En una entrevista con el actor Reggie Lee, reveló que la trama del episodio no sólo presentaría la introducción de su personaje a la mitología del show sino que también estará casi centrada en su totalidad en desarrollar y explorar a su personaje; el sargento Wu. Al revelar que datos como su nombre de pila, su trasfondo y el origen de su caracterizada forma de ser sarcástica serían reveladas en este episodio.
Gran parte de las escenas del episodio que involucraban la interacción de la criatura con los personajes fueron filmadas con efectos visuales por petición del propio Lee, quien comento que usar su imaginación le daba la libertad de hacer de sus interpretaciones naturales y reales: "La manera como trabajamos es que nos sentamos e imaginamos que estas particulares situaciones nos ocurren por horas. Yo literalmente me sentaría en una silla, miraría una pared blanca e imaginaria [viendo al wesen] por dos horas. Por lo que puedes imaginar que tan real se vuelve para ti después."

### Guion
En la misma entrevista Lee comento que los creadores de Grimm recurrieron a él para conocer sobre criaturas mitológicas filipinas, y que él propuso tomar el aswang, junto a otras dos opciones, el "duende" y el tikbalang. "Son muy ricos en su folclore. Elegimos este llamado el aswang. Es una criatura de la que hemos escuchado hablar- de la que escuche cuando era un niño. De hecho lo ven en este episodio, un flashback de la abuela (de Wu) contándome la historia".

### Continuidad
- Wu ve una woge sin una posible explicación lógica cómo ya lo había hecho antes. (Natural Born Wesen)
- Adalid da luz a su bebé, que resulta ser niña y al parecer tiene poderes sobrenaturales.

## Recepción

### Audiencia
En el día de su transmisión original en los Estados Unidos por la NBC, el episodio fue visto por un total de 5.650.000 de telespectadores. Sin embargo el total de personas que vieron y descargaron el episodio fue de un total de 8.380.000.

### Crítica
Kevin McFarland de AV Club le dio al episodio una B en una categoría de la A a la F, no mostrándose optimista de la posible integración de Wu en la "pandilla Scooby" del show: "Y sigue siendo un problema esta innecesaria integración puesto que el show ya esta demasiado poblado de los platos girantes. De hecho me alegra que el show terminara como lo hizo, con Wu en una institución mental aún atormentado por el Aswang, gritándole a sus visiones, simplemente porque es una reacción diferente de la que Hank tuvo. Dándonos tan tentativamente a Nick y Hank apareciendo en ese minuto final, y como se muestran reluctantes de verlo sentado, hablarle, o llevarlo al remolque mágico, señales que pudieron tratar para ayudarlo a superar sus miedos de cierta manera. Pero sí el show eventualmente calma a Drew y lo invita al círculo interior de Grimm, perderá al último personaje recurrente restante que representa al mundo exterior y no al sobrenatural."
Nick Mchatton de TV Fanatic le dio cuatro estrellas y media de cinco posibles, argumentando "Por un lado estoy decepcionado de que Grimm se haya encaminado en hacer de las primeras interacciones de Wu con ellos tan traumaticas. Es casi loco comparar los inicios de Nick con la tía Marie en contraste con el vicioso Aswang. Pero por otra parte, una historia gore le da a Wu algo extra que hacer, y eso siempre es agradecido."
Mary AnnSleasman de TV.Com le dio al episodio una crítica buena acerca de la trama del episodio, aunque no estuvo de acuerdo en torno a los resultados finales: "Personalmente, estoy indecisa sobre el resultado de la historia de Wu. (ARRÉGLENLO. ARRÉGLENLO, AHORA, GRIMM.) Tiene sentido que Wu se una con los chicos en el Club del Saber. Él es el último de los amigos y conocidos cercanos de Nick que no sabe sobre el trabajo nocturno de Nick, y como hemos visto en esta semana, eso es peligroso para el galantemente heroico pero no iluminado trasero de Wu, así como para aquellos que saben por qué Portland es tan raro, y que en ocasiones he ido más de lo posible para mantener a Wu en la oscuridad. Sin embargo, esa es también la razón por parte de que este triste de ver a Wu llevado a la locura (o al menos trajo de una manera tan desafortunada), porque si todo el mundo en el programa sabe de Wesen, entonces, una de las historias más largas de Grimm será llevada a su fin, y eso siempre es un poco triste para cualquier serie, aun cuando sea su hora. Sniff. Nuestro pequeño Grimm está creciendo tan rápido."